# Irpicodon
Irpicodon es un género de hongos en la familia Amylocorticiaceae. El género es monotípico, su única especie Irpicodon pendulus, es nativa de Europa.